# Jean-Marie Tétart

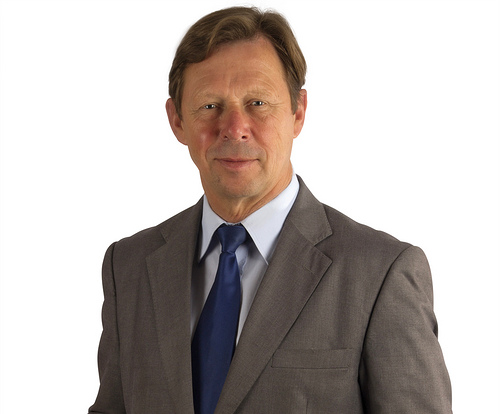
Jean-Marie Tétart

Jean-Marie Tétart (* 1. September 1949 in Tigny-Noyelle) ist ein französischer Politiker der Les Républicains.

## Leben
Von 1978 bis 1983 war Tétart Bürgermeister von Boissets. Von 1983 bis 1989 war er Mitglied im Stadtrat von Gressey. Von 1989 bis 1995 war Tétart Mitglied im Stadtrat von Houdan. Seit Juni 2012 ist Tétart Abgeordneter in der Nationalversammlung.